# 西奧馬基 (舊維日夫卡區)
51°19′28″N 24°20′1″E / 51.32444°N 24.33361°E
西奧馬基（烏克蘭語：Сьомаки），是烏克蘭的村落，位於該國西部沃倫州，由科韋利區負責管轄，面積1.38平方公里，海拔高度187米，2001年人口175，人口密度每平方公里126.63人。